# Dicranota sanctaeluciae
Dicranota sanctaeluciae är en tvåvingeart som beskrevs av Alexander 1964. Dicranota sanctaeluciae ingår i släktet Dicranota och familjen hårögonharkrankar. Inga underarter finns listade i Catalogue of Life.